# 迷迭香海灘 (佛羅里達州)
迷迭香海灘（英語：Rosemary Beach）是位於美國佛羅里達州沃爾頓縣的一個非建制地區。該地的面積和人口皆未知。

## 地理
迷迭香海灘的座標為30°16′47″N 86°00′52″W / 30.27972°N 86.01444°W，而該地的平均海拔高度為10米（即33英尺）。